# Ján Kuboš
Ján Kuboš (Trsztena, 1966. február 28. –) szlovákiai római katolikus pap, 2020 óta  a Szepesi egyházmegye segédpüspöke, quizai címzetes püspök. Štefan Sečka egyházmegyés püspök halála (2022. április 25.) után az egyházmegye apostoli kormányzója lett.

## Fordítás
Ez a szócikk részben vagy egészben  a   Ján Kuboš című cseh Wikipédia-szócikk ezen változatának fordításán alapul.  Az eredeti cikk szerkesztőit annak laptörténete sorolja fel. Ez a jelzés csupán a megfogalmazás eredetét és a szerzői jogokat jelzi, nem szolgál a cikkben szereplő információk forrásmegjelöléseként.